# KAND (Mittelwellensender)
Koordinaten: 32° 6′ 53″ N, 96° 27′ 47″ W
KAND oder KAND-AM (Branding: „Real Country 1340“) ist ein US-amerikanischer Hörfunksender in Corsicana im US-Bundesstaat Texas. KAND sendet auf der Mittelwellen-Frequenz 1340 kHz. Das Musiksendeformat ist auf Countrymusik ausgerichtet. Eigentümer und Betreiber ist die New Century Broadcasting, LLC.